# ويليام إل. بيرك
ويليام إل. بيرك (بالإنجليزية: William L. Burke)‏ هو فيزيائي أمريكي، ولد في 1 يوليو 1941، وتوفي في 1 يوليو 1996.